# Misztótfalu
Misztótfalu (románul Tăuții de Jos) Miszmogyorós város része Romániában Máramaros megyében.

## Története
A községet Miszmogyoróssal egyesítették Tăuti-Magheruș néven.
Neve szlávok egykori lakhelyére utal, előtagja az ismeretlen eredetű Miszt (1231: Mysuch) folyónévből való.
1440-ben Thothfalw néven említik először. 1490-ben Tothfalu-nak írták, s akkor a Szinéri uradalomhoz tartozott.
1444-ben a település földesura Móriczhidai Móricz volt, akitől a falu lakosai az Asszonypatakaihoz hasonló kiváltságokat nyertek: Felmentette jobbágyait az uradalmi szék törvénye alól, és szabad költözést biztosított nekik. Ezeket a szabadságjogokat a Móroczok után örökölték a Báthoriak is, majd megerősítették a falu későbbi urai a Bethlenek és a Rákócziak is.
A 16. században a település lakossága tiszta magyar volt, melyet 1595-től magyar nyelven vezetett jegyzőkönyvei is bizonyítanak.
1520-tól az Ecsedi uradalomhoz tartozott egészen a 17. század végéig, mikor a Rákóczi birtokot a fiskus lefoglalta, s a Szatmári vár alá rendelte.
A 17. században a bányák megszűntek, s lakossága lassanként szétoszlott: 1635-ben a magyarság létszáma még 987 fő volt, 
1703-ban 116 főt számoltak össze.
1711-ben gróf Károlyi Sándor kapta meg, s ő lett később is a település legfőbb birtokosa, majd a kincstáré lett.
1910-ben 1095, többségben magyar lakosa volt, jelentős román kisebbséggel.
A település határának északi részén fekvő Szamos hegyen egykor vár is állt, azonban ennek mára már nincs nyoma.
A trianoni békeszerződés előtt a település Szatmár vármegyéhez tartozott.

## Nevezetességek
- Református temploma - A 16. században épült. Tornyát 1893-ban építették hozzá.
- Római katolikus temploma - 1875-ben készült.
- Görögkatolikus temploma - 1800-ban épült fel.

## Híres emberek
- Itt született 1650-ben Misztótfalusi Kis Miklós, az erdélyi nyomdászat nagy alakja. Meghalt 1702-ben. Emlékháza a református templom mellett áll.
- Itt halt meg Bodoki István (18. század) református lelkész.